# Dianeura goochi
Dianeura goochi är en fjärilsart som beskrevs av Butler 1888. Dianeura goochi ingår i släktet Dianeura och familjen Anomoeotidae. Inga underarter finns listade i Catalogue of Life.